# Ponometia dorneri
Ponometia dorneri is een vlinder uit de familie van de uilen (Noctuidae). De wetenschappelijke naam van deze soort is voor het eerst voorgesteld als Tarache dorneri door William Barnes en James Halliday McDunnough in een publicatie uit 1913.
Deze soort komt voor in Texas.